# Nodozana prepielloides
Nodozana prepielloides är en fjärilsart som beskrevs av Rothschild 1913. Nodozana prepielloides ingår i släktet Nodozana och familjen björnspinnare. Inga underarter finns listade i Catalogue of Life.